# Michery
Michery je francouzská obec v departementu Yonne v regionu Burgundsko-Franche-Comté. V roce 2012 zde žilo 1 043 obyvatel.

## Sousední obce
Gisy-les-Nobles, La Chapelle-sur-Oreuse, Plessis-Saint-Jean, Pont-sur-Yonne, Serbonnes, Sergines, Villemanoche

## Vývoj počtu obyvatel
Počet obyvatel 